# Чемпионат Швеции по баскетболу среди женщин
Чемпионат Швеции по баскетболу среди женщин (швед.  Svenska mästare i basket damer) — турнир среди шведских баскетбольных женских команд. Первый розыгрыш состоялся в 1957 году, чемпионками которого стала команда из Стокгольма «БК Рилтон». Больше всего титулов — 12 на счету у Телге Баскет из Седертелье.

## Чемпионы
| Год  | Победитель                       |
| ---- | -------------------------------- |
| 1957 | БК Рилтон Стокгольм              |
| 1958 | БК Рилтон Стокгольм              |
| 1959 | КФУМ Блакебергс Стокгольм        |
| 1960 | БК Рилтон Стокгольм              |
| 1961 | КФУМ Блакебергс Стокгольм        |
| 1962 | КФУМ Блакебергс Стокгольм        |
| 1963 | КФУМ Блакебергс Стокгольм        |
| 1964 | КФУМ Блакебергс Стокгольм        |
| 1965 | КФУМ Блакебергс Стокгольм        |
| 1966 | КФУМ Суне Суне                   |
| 1967 | БК Рутер Стокгольм               |
| 1968 | БК Рутер Стокгольм               |
| 1969 | Рутер/Мёрби Стокгольм            |
| 1970 | БК Руш Стокгольм                 |
| 1971 | Рутер/Мёрби Стокгольм            |
| 1972 | KФУМ/KФУК Вестерос               |
| 1973 | КФУМ Сёдер Стокгольм             |
| 1974 | KФУМ Вестерос                    |
| 1975 | Хёгбе Баскет Гётеборг            |
| 1976 | Хёгбе Баскет Гётеборг            |
| 1977 | ЖБК Седертелье Седертелье        |
| 1978 | ЖБК Седертелье Седертелье        |
| 1979 | ЖБК Седертелье Седертелье        |
| 1980 | ЖБК Седертелье Седертелье        |
| 1981 | ЖБК Седертелье Седертелье        |
| 1982 | ЖБК Седертелье Седертелье        |
| 1983 | ЖБК Седертелье Седертелье        |
| 1984 | ЖБК Седертелье Седертелье        |
| 1985 | ЖБК Седертелье Седертелье        |
| 1986 | Сольна ИФ Сольна                 |
| 1987 | Сольна ИФ Сольна                 |
| 1988 | Сольна ИФ Сольна                 |
| 1989 | Арвика Баскет Арвика             |
| 1990 | Арвика Баскет Арвика             |
| 1991 | Арвика Баскет Арвика             |
| 1992 | Арвика Баскет Арвика             |
| 1993 | Арвика Баскет Арвика             |
| 1994 | Арвика Баскет Арвика             |
| 1995 | Бро Баскет Эребру                |
| 1996 | Нерике Баскет Эребру             |
| 1997 | ЖБК Седертелье Седертелье        |
| 1998 | Нерике Баскет Эребру             |
| 1999 | Нерике Баскет Эребру             |
| 2000 | Продерм Фламингос Норрчёпинг     |
| 2001 | 08 Алвик Стокгольм               |
| 2002 | Сольна Викингс Сольна            |
| 2003 | 08 Стокгольм Хуман Риц Стокгольм |
| 2004 | Сольна Викингс Сольна            |
| 2005 | Висбю Лэдис Висбю                |
| 2006 | Сольна Викингс Сольна            |
| 2007 | 08 Стокгольм Хуман Риц Стокгольм |
| 2008 | Сольна Викингс Сольна            |

| Год  | Победитель                       | Вице-чемпион                  | Финал |
| ---- | -------------------------------- | ----------------------------- | ----- |
| 2009 | Сольна Викингс Сольна            | Телге Энерги Седертелье       | 3 — 1 |
| 2010 | 08 Стокгольм Хуман Риц Стокгольм | Сольна Викингс Сольна         | 3 — 1 |
| 2011 | Телге Баскет Седертелье          | ЖБК Лулео Лулео               | 3 — 0 |
| 2012 | Телге Баскет Седертелье          | Нортланд Баскет Лулео         | 3 — 0 |
| 2013 | Норрчёпинг Долфинс Норрчёпинг    | Сольна Викингс Сольна         | 3 — 0 |
| 2014 | Нортланд Баскет Лулео            | Норрчёпинг Долфинс Норрчёпинг | 3 — 0 |
| 2015 | Нортланд Баскет Лулео            | Баскет Умео Умео              | 3 — 1 |
| 2016 | Лулео Баскет Лулео               | Удоминате Умео                | 3 — 2 |
| 2017 | Лулео Баскет Лулео               | Удоминате Умео                | 3 — 1 |
| 2018 | Лулео Баскет Лулео               | Удоминате Умео                | 3 — 1 |

## Достижения клубов
| Клуб                                                   | Чемпион                                   | Всего |
| Телге Баскет (ЖБК Седертелье, Телге Энерги) Седертелье | 1977 — 1985, 1997, 2011, 2012             | 12    |
| Сольна Викингс (Сольна ИФ) Сольна                      | 1986 — 1988, 2002, 2004, 2006, 2008, 2009 | 8     |
| КФУМ Блакебергс Стокгольм                              | 1959, 1961—1965                           | 6     |
| Арвика Баскет Арвика                                   | 1989 — 1994                               | 6     |
| Лулео Баскет (Нортланд Баскет) Лулео                   | 2014 — 2018                               | 5     |
| Рутер/Мёрби (ЖБК Рутер) Стокгольм                      | 1967 — 1969, 1971                         | 4     |
| Нерике Баскет (Бро Баскет) Эребру                      | 1995, 1996, 1998, 1999                    | 4     |
| 08 Стокгольм Хуман Риц (08 Алвик) Стокгольм            | 2001, 2003, 2007, 2010                    | 4     |
| БК Рилтон Стокгольм                                    | 1957, 1958, 1960                          | 3     |
| KФУМ (КФУМ\КФУК) Вестерос                              | 1972, 1974                                | 2     |
| Хёгбе Баскет Гётеборг                                  | 1975, 1976                                | 2     |
| Норрчёпинг Делфинс (Продерм Фламингос) Норрчёпинг      | 2000, 2013                                | 2     |
| КФУМ Суне Суне                                         | 1966                                      | 1     |
| БК Руш Стокгольм                                       | 1970                                      | 1     |
| КФУМ Сёдер Стокгольм                                   | 1973                                      | 1     |
| Висбю Лэдис Висбю                                      | 2005                                      | 1     |